# Jacinto Antonio de Mesa
Jacinto Antonio de Mesa (¿?, siglo XVII - Córdoba, 19 de octubre de 1683) fue un compositor y maestro de capilla español del siglo XVII.

## Vida
Se desconoce el lugar y la fecha de nacimiento del maestro, así como cual fuera su formación musical.
Tras la partida de Luis de Garay en mayo de 1644 a la Catedral de Toledo, quedó vacante el magisterio de la Catedral de Guadix, por lo que el cabildo se ocupó en organizar unas oposiciones. Un mes después se realizaron las oposiciones y se presentaron nada menos que seis candidatos: Blas Gómez, Mateo Sánchez de Fonseca, Tomás Portillo, Jacinto de Mesa, Francisco de Losada y Gregorio Pérez. Mesa fue elegido por unanimidad del cabildo, con un salario de 200 ducados y 24 fanegas de trigo, además de un acostamiento para el mantenimiento de los seises, que en ese momento la Catedral no tenía. Su primera actividad fue la búsqueda de los infantes para la capilla de música. No hay mucha más información sobre el maestro en Guadix, aparte de alguna solicitud de licencia para componer chanzonetas para las festividades. Durante su magisterio en Guadix, en 1645 opositó en Cartagena y en Málaga en 1646, en ambos casos sin éxito. En 1649 se trasladó a la Catedral de Murcia para ejercer el magisterio.
Hacia 1656 se ofreció al cabildo de la Catedral de Málaga para ejercer el magisterio. Por entonces era todavía maestro de capilla de la Catedral de Murcia, ya «que [el ministril Mateo Serrano de Málaga] le había visto actuar en esta [santa] iglesia [de Murcia] hacía ocho o diez años, y que, según sus actos y el crédito que tenía de estudioso y virtuoso, considerando los demás maestros que tenían las iglesias de estos reinos y el estado en que hoy estaban estas cosas, su parecer era que el dicho Jacinto sería a propósito para esta prebenda.» Le sucedería en el cargo en Murcia el maestro aragonés Miguel Tello procedente de la Catedral de Teruel, que consiguió el cargo por oposición en 1657.
El magisterio de la Catedral de Málaga había quedado vacante en 1653 tras la partida de Francisco Ruiz Samaniego hacia la Catedral de Burgos, quedando la capilla de música en manos de Francisco Navarro de forma interina. Mesa se ofreció para cubrir el cargo y, mientras algunos miembros del cabildo malagueño tendían a un nombramiento directo de Mesa porque «era el más a propósito que se podía hallar en las iglesias de estos reinos, porque era estudioso y virtuoso, era y había sido en obispados de otras iglesias del porte de ésta, y así su parecer era que el Cabildo le llamase y le diese la prebenda», la mayoría se decidió por realizar unas oposiciones. Tras realizarse las oposiciones se desestimaron a los candidatos y finalmente de dio el cargo a Mesa por designación directa, «pues el reparo de la poca vista que tenía, según informes fidedignos, estaba ya desvanecido, supuesto que hacía sus temas en la iglesia de Murcia como cualquier otro prebendado». El 7 de julio de 1656 se nombraba «nemine discrepante» a Jacinto Antonio de Mesa maestro de capilla de la Catedral de Málaga. Sin embargo, entretanto Mesa ya había sido nombrado para el magisterio de la Catedral de Córdoba. Mesa se disculpó ante el Cabildo en diciembre de 1656, «remite unos villancicos para que se canten en la noche de Navidad, y que el amor de sus padres le pudo obligar a ir a aquella iglesia [de Córdoba] sin cumplir la palabra que dio a ésta [de Málaga], aunque no ha perdido la esperanza de cumplirla.» El maestro Samaniego regresaría al magisterio de Málaga en 1660 y falleció en 1666, dejando el cargo vacante. El cabildo malagueño se planteó llamar a Mesa para cubrir la vacante, pero el obispo, Alonso Henríquez de Santo Tomás, se opuso «considerando haber faltado la vez pasada al llamamiento que le había hecho, era de temer diese ahora la negativa, y que él tenía noticia del maestro de capilla de Zamora Alonso de Torices».
Consiguió por oposición el magisterio de capilla de la Catedral de Córdoba el 5 de octubre de 1656 y lo desarrolló durante casi treinta años, hasta su fallecimiento el 19 de octubre de 1683. Su magisterio en Córdoba debió de transcurrir sin incidencias e incluso «nunca pidió ayuda de costa y que dejó para el uso de la iglesia todas sus obras latinas». Le sucedería en el magisterio cordobés Juan Pacheco Montón o Montión en 1683.

## Obra

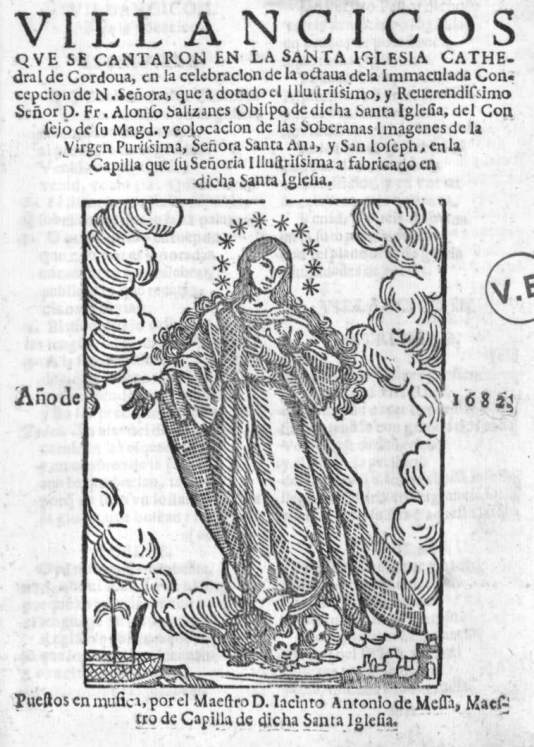
VILLANCICOS
QVE SE CANTARON EN LA SANTA IGLESIA CATHE-
dral de Cordoua, en la celebracion de la octaua de la Inmaculada Con-
cepcion de N. Señora, que a dotado el ilustrissimo, y Reverendissimo
Señor D. Fr. Alonso Salizanes Obispo de dicha Santa Iglesia, del Con
sejo de su Magd. y colocacion de las Soberanas Imagenes de la
Virgen Purissima, Señora Santa Ana, y San loseph, en la
Capilla que su Señor Ilustrissima fabricado en
en dicha Iglesia.
Año de 1682
Puestos en musica, por el Maestro D. Iacinto Antonio de Messa, Maes-
tro de Capilla de dicha Santa Iglesia

Los musicólogos del siglo XIX y principios del XX apreciaron y alabaron la música de Mesa. Baltasar Saldoni lo califica de «sobresaliente compositor y maestro»; Mariano Soriano Fuertes de «sobresaliente compositor»; Antonio Lozano lo sitúa entre otros grandes compositores de la época, como el Maestro Capitán, Francisco de Santiago o Pedro Fenández Buch; Miguel Querol Gavalda lo agrupa entre los «grandes compositores del siglo XVII» español.
Sus obras están bien representadas en diversas catedrales españolas. Así se conservan misas en las catedrales de Cádiz, Zaragoza y de Jerez de la Frontera; antifonías en la de Salamanca; cánticos en Salamanca, Albarracín y Cádiz; motetes en Cádiz y el Colegio del Patriarca en Valencia; salmos en el Colegio del Patriarca, en Jerez de la Frontera y Zaragoza. Finalmente se conservan numerosos villancicos en Zaragoza, Segovia, la Biblioteca de Cataluña y Córdoba.
Dejó varias obras en la Catedral de Córdoba, entre ellas un Lumen ad revelationem para la fiesta de la Purificación de la Virgen María, a ocho voces en dos coros con bajones.